# Haurakia discrepans
Haurakia discrepans is een slakkensoort uit de familie van de Rissoidae. De wetenschappelijke naam van de soort is voor het eerst geldig gepubliceerd in 1900 door Tate & May.